# Yupuá
El yupuá o yupuá-duriña és una llengua ameríndia actualment extingida que pertanyia al grup oriental de la família de les llengües tucanes. Havia estat parlada al Brasil.